# Arctic Monkeys
Arctic Monkeys (транскр.  Арктик манкиз) енглески је гараж рок/инди рок састав из Шефилда, основан 2002. године.

## Историја

### Настанак бенда
Алекс Тарнер и Мет Хелдерс су били комшије, док су Енди Николсона упознали у средњој школи. Алекс Тарнер и Џејми Кук су од родитеља за Божић 2001. године добили гитаре на поклон. Након што су научили да свирају основали су бенд заједно са школским пријатељима Ендијем Николсоном и Метом Хелдероном. Eнди је већ знао да свира бас-гитару, па је Хелдерсон био задужен за бубњеве. До имена бенда Arctic Monkeys дошло је тако што је Џејми рекао да је одувек желео да буде у бенду под именом "Arctic Monkeys". Алекс Тарнер није био први певач, пре њега је на овој позицији био Глун Џоунс још један ученик Стокбриџ средње школе, али када је Џоунс одустао Алекс је преузме место певача. Сва четворица су били почетници на њиховим инструментима, вежбали су у Тарнеровој и Хелдерсовој гаражи. Затим су вежбали у студију Жута стрела у Непсенду. После годину дана вежбања одржали су свој први наступ, тачније 13. јуна 2003. године у пабу The Grapes у центру Шефилда, као предгрупа бенду The Sounds. . Након неколико наступа, почели су да снимају своје демо снимке на дискове и на својим наступима су их поклањали обожаватељима. Због малог броја дискова, њихови обожаватељи  су почели да их копирају. Њима то није сметало "Никад нисмо направили те снимке да бисмо зарадили новац или нешто слично, и онако смо те снимке дали бесплатно, то је био најбољи начин да их људи послушају. Због тога су наступи били бољи јер су остали знали речи песама и певали су заједно са нама". Такође су изјавили да нису знали како су се њихове песме нашле на интернету. Када су их у интервјуу за Префикс магазин питали о популарности њихове странице на мајспејсу, одговорили су да нису знали шта је мајспејс и да су њихову мајспејс страницу креирали њихови обожаватељи. Популарност је почела да им расте на северу Енглеске, добили су пажњу многих познатих радио станица и британских таблоида.
Мар Бул локални фотограф, снимио је њихове наступе и направио спот за песму Fake Tales Of San Francisco и објавио га својој интернет страници. У мају, 2005. године Arctic Monkeys су објавили свој први компакт диск, Five Minutes with Arctic Monkeys, на којем се налази песма Fake Tales Of San Francisco. Ово њихово остварење је било доступно у 500 компакт дискова и 1000 грамофонских плоча. Албум је такође био доступан за скидање преко интернет музичке продавнице. Убрзо након тога, наступали су на Carling Stage на Reading & Leeds фестивалу који је био организован само за мање познате или непознате групе. Њихов наступ је привукао неуобичајено много публике, која је уживала у песмама које су објављене на интернету као демо снимци.

### Успех
су постигли велики успех са својим првим синглом, I Bet You Look Good On The Dancefloor, који је био на првом месту британске топ листе (UK Singles Chart). Њихов дебитантски албум, , објављен 23. јануара 2006. године, био је најбрже продат дебитантски албум у историји британске музике, чак је био продаванији од Оасисовог албума Definitley Maybe. Примио је одличне критике, те је 2006. године освојио награду  и 2007. BRIT Award за најбољи британски албум.
Њихов други албум, , објављен је 23. априла 2007. Прве недеље продат је у више од 225.000 примерака широм света и био је номинован за награду Mercury. Arctic Monkeys су 2008. освојили BRIT Award за најбољи британски албум и за најбољи британски састав.
Arctic Monkeys су постали познати преко демо снимака које су израдили њихови обожаваоци и остали су запамћени као један од првих састава који је постао популаран путем интернета. Убрзо су потписали уговор са издавачком кућом Domino Records.

## Албуми

### 2006:Whatever People Say I Am, That's What I'm Not
Бенд је завршио снимање дебитантског албума у септембру 2005. године. Албум је сниман у студију Chapel у Линколнширу. Издат је 23.јануара 2006. године. Whatever People Say I Am, That's What I'm Not је постао албум чијих се примерака највише продало у историји Велике Британије. Продато је 363.735 примерака у првој недељи. Овим су премашили рекорд британске поп групе Hear'Say који је износио 306.631 продатих примерака. Такође је оборен рекорд и за највише продатих примерака у једном дану. Албум је добио назив по цитату из филма Субота увече и недеља ујутру из 60-их година 20. века.
Албум је објављен месец дана касније у САД-у и током прве недеље продан је у 34.000 примерака и тако постао други најбрже продан дебитантски инди рок албум у САД-у. Ипак продаја албума у САД-у није одговарала оној у Великој Британији. Амерички критичари су били строжи од својих британских колега сматрајући да је Arctic Monkeys још један пример британске медијски пренапумпане групе. Њихова северноамеричка турнеја је у јуну 2007. наишла на одобравање критичара. У међувремену британски магазин NME је дебитантски албум Arctic Monkeys сместио међу топ пет најбољих британских албума свих времена. Такође су се изједначили са Оејзис (engl. Oasis) након што су 2006. на додели NME награда освојили награду за најбољу британску групу, најбољу нову групу и најбољу песму I Bet You Look Good On The Dancefloor.

### 2007:Favourite Worst Nightmare
Други албум Favourite Worst Nightmare је објављен 23. априла 2007. године, недељу дана после сингла Brianstorm. Алекс Тарнер је изјавио да се нове песме много разликују од песама са претходног албума.
У међувремену бенд је наставио да добија награде широм света. Освојили су награду PLUG Independent Music у Сједињеним Америчким државама и награде за најбољи албум у Јапану, Великој Британији и Ирској. Крајем 2008. године су освојили награду на BRIT Awards  за најбољи британски бенд и албум. Другу годину за редом су били номиновани за Mercury Prize награду, али је овај пут нису освојили, Mercury је отишао у руке бенду Клаксонс за  њихов нови албум. Све песме са албума Favourite Worst Nightmare тачније њих дванаест се нашло на листи ТОП 200 синглова у Америци. Од тих 12 песама најбоље рангирана је била песма „505“ која је заузела 14. позицију.
Трећи сингл Teddy Picker је објављен 3. децембра 2007. године и снимљен је на само 250 грамофонских плоча.

### 2008–2010:Humbug
Humbug је трећи студијски који је објављен 19. августа 2009. године. Бенд је започео писање текстова крајем лета 2009. године, а завршио је почетком пролећа 2009. године. Као и код претходног албума Favourite Worst Nightmare, Humbug је прво објављен у Јапану 19. августа 2009. године, затим у Аустралији, Бразилу, Ирској и Немачкој 21. августа 2009. године, а у Великој Британији 24. августа 2009. Све песме са овог албума су се нашле на репертоару за Reading and Leeds фестивал који је одржан недељу дана после објављивања албума. Песме су снимане у Лос Анђелесу и Њујорку.
Током снимања је по први пут коришћен баритон. Први сингл Crying Lightning је објављен 6. јула на Би-Би-Си радију и био је доступан за скидање са интернета на Ајтјунс. Други сингл је објављен 4. октобра 2009. године на званичном сајту бенда под називом Cornerstone, преслушан је преко 50. 000 пута за једну недељу. Затим је изашао и трећи сингл 1. фебруара 2010. године који је назван My Propeller. Међутим албум није стекао славу као што су претходна два, али се сматра битним комадом у каталогу бенда.

### 2011–2012:Suck It and See
Suck It And See је четврти студијски који је објављен 6. јуна 2011. године. Алекс је писао песме током 2010. године у Њујорку и Лондону. Желео је да песме буду сличне онима са претходног албума. Четири сингла су раније издата како би се промовисао албум.
Први сингл Don’t Sit Down ‘Cause I’ve Moved Your Chair је објављен 12. априла 2011. године. Други сингл The Hellcat Spangled Shalalala је објављен 15. августа 2011. године. Последња два сингла су објављена у 2012. години. Албум је добио доста позитивних критика. У првој недељи откако је објављен заузео је прву позицију као најбољи албум у Великој Британији, продато је преко 82. 000 копија, и тиме је превазишао албум Лејди Гаге. У другој недељи албум је продат у 39. 910 копија у Великој Британији, а широм света у 154. 000 копија.
У јулу албум је освојио Mojo награду ѕа најбољи албум у 2011. години. У року од неколико сати, од тренутка објаве прве две песме су имале око 10.000 прегледа. У снимању албума је учествовао и Џош Хоми који је био пратећи вокал за песму All My Own Stuns.

### 2013–2016:AM
AM је пети студијски албум бенда Arctic Monkeys. Овај албум се доста разликује од претходних, објављен је 9. септембра 2013. године од стране Домино студија. Албум је промовисан са чак седам синглова:
- R U Mine?
- Do I Wanna Know?
- Why’d You Only Call Me When You’re High?
- One for The Road
- Arabella
- Snap Out of It

Џош Хоми је и овог пута учествовао у снимању албума и био је пратећи вокал у песми Knee Sock. Албум црпи инспирацију из различитих музичких жанрова попут блуз рока, хард рока, хеви метала и хип хопа. Песма R U Mine је номинована за најбољу песму, такође овај албум је освојио и награду за најбољи музички видео. Албум је номинован и за Mercury Prize награду. Тако је постао трећи кандидован за исту, после њиховог дебитантског и другог албума. Други сингл: Do I Wanna Know је добио награду за најбољу песму 2013. годин, такође је номиновани за греми награду 2015. године. На додели BRIT Awards награда 2014. Arctic Monkeys је освојио награду за најбољи бенд у Великој Британији и за најбољи британски албум. Тако је постао једини бенд у историји који је успео да у исто време освоји обе награде. Такође је постављен и на листу за један од најбољих албума 2013. године од стране једног престижног британског часописа.

### 2018:Tranquility Base Hotel & Casino
У децембру 2016. године Алекс Тарнер је изјавио да су започели израду новог албума, 2017. године су се појавиле и фотографије из Лос Анђелеса где су радили на новом албуму. Дана 5. априла 2018. године, бенд је објавио име надолазећег албума, Tranquility Base Hotel & Casino који је објављен 11. маја 2018. године. Албум се разликовао од претходних јер се у песмама више користио клавир.

## Турнеје
После издавања првог албума бенд је започео дебитантску каријеру. Прво одредиште је било у Ливерпулу у октобру 2005. године. Тадашња турнеја је обухватала и Белгију, Француску, Немачку, Канаду и Америку, а требало је да се заврши у Јапану 23. новембра. После добијене награде од стране NМЕ часописа, бенд је започео још једну турнеју по градовима Енглеске и Ирске. Затим су уследиле турнеје по градовима Европе средином јуна. Наступали су у Паризу, Минхену, Милану, Марсеју, Барселони и Мадриду. Успешну годину су завршили наступом на фестивалу Reading and Leeds.
По издавању другог албума Favorite Worst Nightmare започели су нове турнеје. Први њихов наступ је био на фестивалу у априлу 2007. године. После наступа крећу на њихову прву дугу северно-америчку турнеју по Сан Франциску, Лос Анђелесу, Чикагу, Торонту, Бостону и Филаделфији. Затим, почетком октобра наступају и у Аргентини и градовима Бразила. У децембру се враћају у Енглеску и наступају широм државе. После ових турнеја су издали и њихов DVD албум Arctic Monkeys Live at the Apollo, који је приказиван и у биоскопима.
Почетком 2009. године у оквиру промоције њиховог трећег албума бенд започиње турнеје у Аустралији и Новом Зеланду. На свом званичном сајту 30. марта 2009. године бенд објављује да ће наступати на Reading and Leeds фестивалу. Ту су наступали на главној бини као главна сензација фестивала. Трећег новембра започињу и турнеје по великим аренама широм Европе, а затим се враћају у домовину. Затим наступају у Ливерпулу, Шефилду и Њукослу. Наступе које су имали заказане за 2009. годину завршавају наступом у чувеној The 3Arena арени у Даблину.
Suck It and See турнеја је започета почетком јуна 2011. године бенд је наступао на Дон Велеј интернационалном стадиону који се налази у Шефилду. За само 2 дана на наступима је било око 20. 000 људи који су били одушевљени песмама са њиховог новог албума Suck it And See који је објављен недељу дана раније. На овом концерту је такође учествовало и неколико локалних бендова. Ти бендови су били предгрупе Arctic Monkeys-u. Дана, 9. јуна 2011. године рок бенд Arctic Monkeys је најавио своју следећу турнеју по Енглеској где су промовисали свој нови албум. Arctic Monkeys прво наступа у Нотингему a затим у Лондонској 02 Арени, после које је уследило још неколико наступа.    
Познати бенд је крајем 2013. године издао свој нови албум, па је тако одлучио да започне још једну турнеју широм света како би то обележили. Пре почетка званичне турнеје бенд је имао неколико наступа по целој Енглеској, а званичну турнеју су започели 1. септембра 2013. године у Ирском граду Страдбели. Након завршене турнеје по Европи започињу нове у Северној Америци, Азији, Аустралији, Новом Зеланду. Последњи наступ у оквиру ове турнеје одржавају у Бразилу, 15. новембра 2014. године.

## Чланови
- Алекс Тарнер (вокал, гитара)
- Џејми Кук (гитара),
- Мет Хелдерс (бубњеви, пратећи вокали)
- Ник О'Мали (бас гитара)

## Дискографија

### Студијски албуми
- (2006)
- (2007)
- (2009)
-Suck It and See (2011)
-AM (2013)
-Tranquility Base Hotel & Casino (2018)
- The Car (2022)

### ЕП издања
- (2005)
- (2006)

### Синглови
- (2005)
- (2006)
- (2006)
- (2007)
- (2007)
- (2007)
- (2009)

## Рефереце
1. ↑  BBC NEWS | Entertainment | Arctic Monkeys make chart history
2. ↑  BBC NEWS | Entertainment | Arctic Monkeys win Mercury prize
3. ↑  „Архивирана копија”. Архивирано из оригинала 27. 09. 2007. г. Приступљено 04. 06. 2009.
4. ↑  BBC - Berkshire - festivals - Review: Arctic Monkeys
5. ↑  The question: Have the Arctic Monkeys changed the music business? | Music | The Guardian
6. ↑  „Arctic Monkeys eye record debut” (на језику: енглески). 24. 01. 2006. Приступљено 15. 05. 2019.
7. ↑  „Brit Awards 2008: The winners” (на језику: енглески). 20. 02. 2008. Приступљено 15. 05. 2019.
8. ↑  „Mercury Prize 2013: Arctic Monkeys”. BBC Newsbeat (на језику: енглески). 14. 10. 2013. Приступљено 15. 05. 2019.